# Internationaler Rhönradturn-Verband
Der Internationale Rhönradturnverband (IRV) bzw. International Wheel Gymnastics Federation ist der Weltverband der Sportarten Rhönradturnen und Cyr Wheel. Gegründet wurde er im Januar 1995 in Basel, heutzutage liegt der Sitz in Bern.

## Mitglieder
Mitglieder sind die das Rhönradturnen vertretenden Sportverbände aus den Ländern:
- Deutschland (seit 1995; Gold Member)
- Schweiz (seit 1995; Gold Member)
- Vereinigte Staaten (seit 2009; Gold Member)
- Japan (seit 1995; Bronze Member)
- Niederlande (seit 1995; Bronze Member)
- Österreich (seit 2003; Bronze Member)
- Israel (seit 2012; Bronze Member)
- Kolumbien (seit 2011; Bronze Member)
- Norwegen (seit 1997; Bronze Member)
- Dänemark (seit 2015; Bronze Member)
- Frankreich (seit 2024; Bronze Member)[3]
- Nationale Turnverbände unterliegen oftmals ebenfalls dem IRV (z. B. der DTB)

## Aktivitäten
Der IRV ist Ausrichter aller internationalen Wettkämpfe wie beispielsweise des Team-World-Cup oder den Weltmeisterschaften. Ebenfalls verantwortlich ist der Verband für die Ausarbeitung von Wertungsbestimmungen, Wettkampfkonzepten und Trainingsprogrammen. Größere Vorhaben der verschiedenen Mitglieder werden teilweise finanziell unterstützt und auf der Website bekanntgegeben. Der IRV versucht das Rhönrad- und Cyr Wheel-Turnen in der Welt bekannt zu machen, damit es eines Tages eine olympische Sportart wird.

## Athletes’ Commission
Der Zweck der Athletes’ Commission (kurz AC) ist Ideen, Interessen, Kommentare der Rhönrad Gemeinschaft (Athleten, Trainer, Kampfrichter etc.) nach Relevanz zu filtern und an den IRV weiterzuleiten. Die AC besteht aus maximal 2 Cyr-Athleten, 2 Rhönrad-Athleten und 2 Trainer, die jeweils von den Turnern und Trainern an den Weltmeisterschaften gewählt werden. Jedoch dürfen maximal zwei Personen aus demselben Land stammen. Die Amtszeit der AC dauert jeweils bis zur nächsten Weltmeisterschaft.
2024 -  2026: Simon Rufener,  Achim Pitz,  Malena Kernacs,  Cyrus Luciano
2022 - 2024:  Simon Rufener,  Katja Homeyer,  Isabel Pietro,  Kanai Shigeki
2020 - 2022:  Simon Rufener,  Katja Homeyer,  Svea Hünnig  Yasuhiko Takahashi,  Tammi Livni